# Distretto di Rukum Est
Il distretto di Rukum Est è un distretto del Nepal. In seguito alla riforma costituzionale del 2015 fa parte della provincia di Lumbini, che fino al 6 ottobre 2020 era chiamata provincia No. 5.
Il capoluogo è Rukumkot.
Il distretto è stato costituito nel 2015 dividendo il Distretto di Rukum tra distretto di Rukum Est e distretto di Rukum Ovest.

## Municipalità
Il distretto è composto da 3 municipalità rurali.